# Wojna Harta (film)
Wojna Harta (ang. Hart's War) – dramat wojenny oparty na powieści Johna Katzenbacha pod tym samym tytułem.

## Fabuła
Porucznik Thomas Hart (Colin Farrell), młody student prawa i syn senatora, dostaje się do niewoli w Ardenach i trafia do niemieckiego obozu jenieckiego pod koniec II wojny światowej. W obozie, w którym nieformalne dowództwo nad więźniami sprawuje płk. William McNamara (Bruce Willis) dochodzi do morderstwa, w którym podejrzanym jest czarnoskóry lotnik, podporucznik Lincoln A. Scott (Terrence Howard). Porucznik Hart podejmuje się jego obrony przed sądem polowym. Podczas trwania sprawy odkrywa, że proces jest sfingowany – tak naprawdę chodzi tylko o odwrócenie uwagi Niemców od próby ucieczki McNamary i jego ludzi. Hart mimo wszystko postanawia ratować Lincolna. Gdy ten się nie zgadza, sam przyznaje się do winy. W tym czasie McNamara opuszcza obóz. W chwili, gdy Hart ma zostać zabity, pułkownik wraca i przyznaje się do winy.